# Lovers communication system
 (juillet 2016).
Le Lovers communication system ou LoCoS est un langage idéovisuel créé dans les années 1960 par le professeur Yukio Ota. 
Son créateur, qui s'intéresse à la communication visuelle depuis des années, est professeur à l'université des beaux-arts Tama, au Japon, et membre du comité sur les symboles graphiques de l'ISO. Il a également participé au projet Visualiser les interdépendances globales et est membre du Sign Center. Les signes qu'il propose sont créés à partir de dix-huit formes géométriques simples:

soleil
homme
chose
pense

emotion
pais
question
existence

## Mots
Voici quelques exemples de mots :

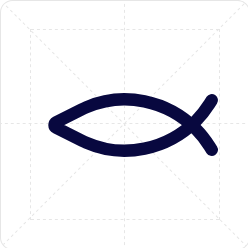
poisson
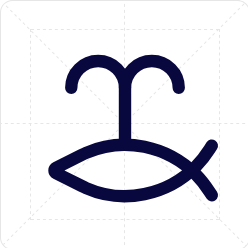
baleine
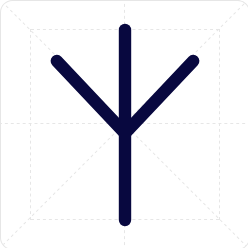
arbre
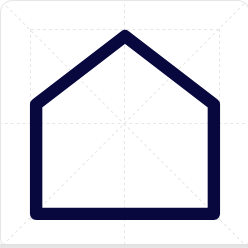
maison
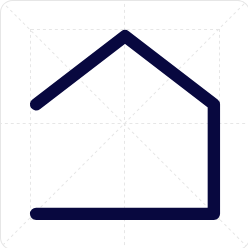
magasin
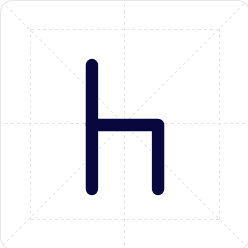
chaise
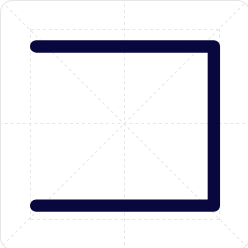
chambre
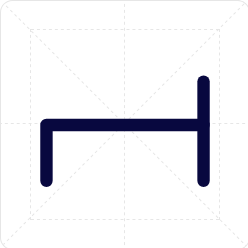
lit
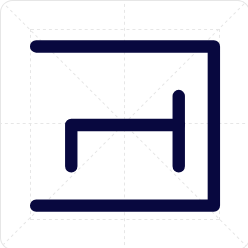
chambre à coucher
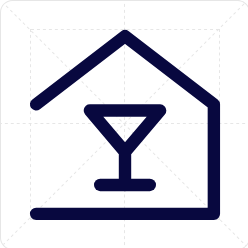
restaurant

## Phrases
Quelques exemples de phrases en LoCos :

## Sources
- (en anglais)